# Shang Xie
Shang Xie (chinois : 契 ; pinyin : xiè) est le fondateur de la dynastie Shang et le fils de l'Empereur Ku et de Jiandi (简狄).
Selon une légende, du Shijing, un oiseau noir (probablement un corbeau) descend sur mandat du ciel pour donner naissance à la race des Shang. L'oiseau pond un œuf et le laisse tomber, Jiandi, avale l'œuf, se retrouve enceinte et donne naissance à Xie, fondateur de la dynastie.

### bibliographie
- Rémi Mathieu, « Le corbeau dans la mythologie de l’ancienne Chine », Revue de l'histoire des religions, t. 201, no 3,‎ 1984, p. 281-309 (DOI 10.3406/rhr.1984.4312, lire en ligne)